# Amale El Atrassi
Pour les articles homonymes, voir El Atrassi.
Amale El Atrassi est une essayiste marocaine connue par un ouvrage autobiographique publié en 2013, où elle dénonce le traitement des filles dans certaines familles marocaines.

## Biographie
Amale El Atrassi est la troisième de six enfants et naît le 10 juin 1975 à Saint-Doulchard (agglomération de Bourges), dans le Cher, en France,,. Son père, alcoolique, est ouvrier à l'usine Rosière près de Bourges. Ses parents se sont mariés au Maroc et ont immigré depuis un quartier de Rabat.
Les trois filles de la famille fuguent à Paris, mais sont rattrapées. L'été suivant, leur père les « [laisse] au Maroc », où elles doivent rester trois ans dans un quartier,. Chaque année, leur père revient pour l'été et leur affirme que l'exil est dû à une décision de justice, tout en élevant ses deux fils en France. L'année de ses quinze ans, Amale El Atrassi est victime d'un viol collectif et gravement blessée à la jambe. Sa mère, divorcée, la travestit pour la ramener en France en secret après ces trois années, alors qu'elles ont fugué à Agdal. À son retour, Amale El Atrassi souffre d'un trouble de la personnalité borderline dû au traumatisme de son exil.
À son retour, sans papiers ni revenu, elle vole dans les magasins et fait un premier séjour en prison à l'âge de dix-huit ans, suivi par plusieurs autres.
En 2013, elle n'a toujours pas de papiers français ni marocains, alors qu'elle est mère de quatre enfants français.
Après la publication du livre Louve musulmane, écrit avec l'aide de Clarisse Mérigeot (d), le 9 janvier 2013, Amale El Atrassi affirme que les médias, jusque-là intéressés par son témoignage, cessent de lui répondre, parce que son frère, Mustapha El Atrassi, l'a exigé. Elle dit aussi subir des violentes pressions de sa part. Il nie l'accusation. Amale El Atrassi dit être ostracisée par sa famille, à l'exception d'une de ses sœurs et de son père, venu s'excuser après la publication du livre.
Le livre est réédité au format de poche en septembre 2014.